# Balthasar Gerbier
Sir Balthazar Gerbier (Middelburg, 23 febbraio 1592 – 1663) è stato un miniaturista, diplomatico e architetto olandese naturalizzato inglese.

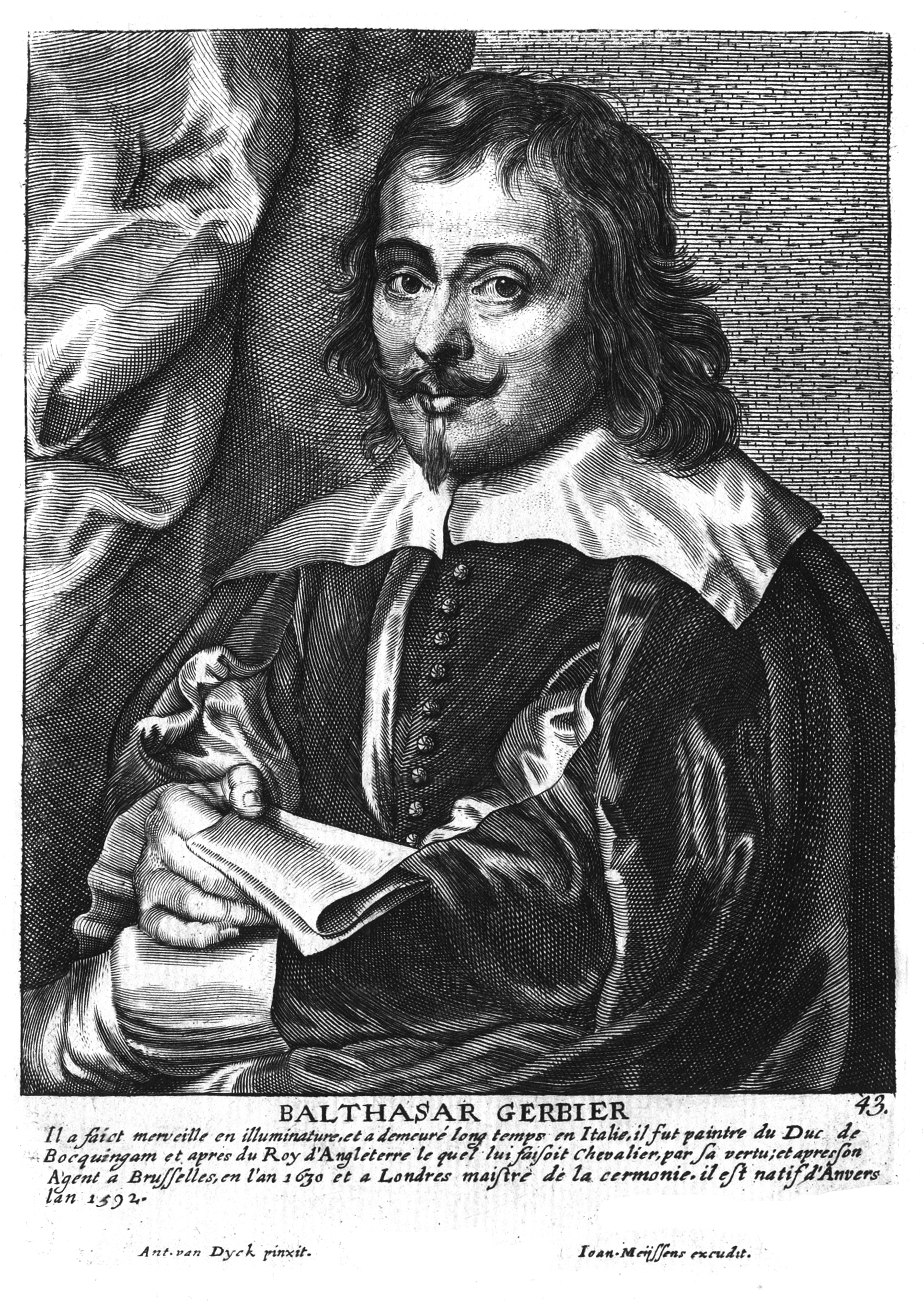
Balthasar Gerbier in Het Gulden Cabinet, p 249

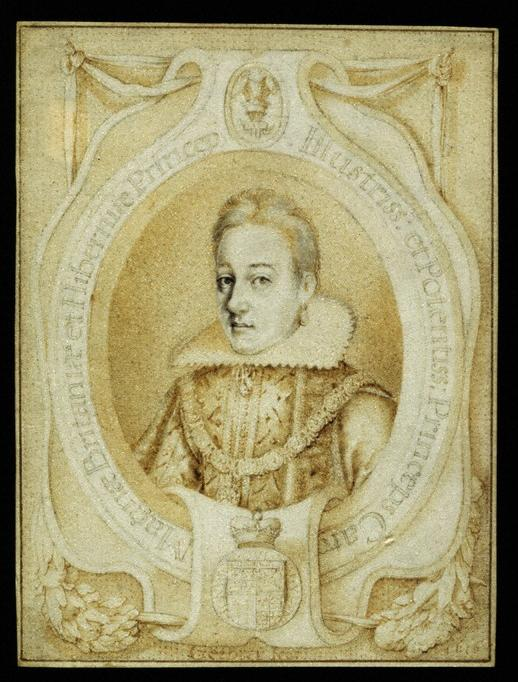
Carlo, Principe di Galles, 1616, Sir Balthazar Gerbier V&A Museum no. 621-1882

Fu anche consigliere artistico, conosceva "diverse lingue" e aveva "una buona mano nello scrivere, e abilità particolari in matematica, disegno, pittura, ideazione di scene, masque, spettacoli e intrattenimenti per grandi principi ... oltre che per la fabbricazione di macchine da guerra."

## Biografia

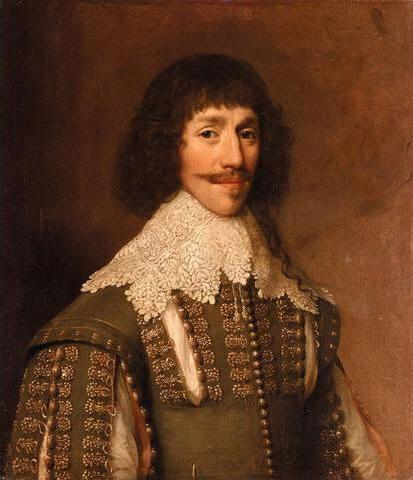
Ritratto di gentiluomo, di Gerbier

Balthasar Gerbier era figlio di Anthony Gerbier e nacque a Middelburg il 23 febbraio 1592 da una famiglia di Ugonotti che vi si erano trasferiti. Fonti olandesi riportano che i suoi avi erano mercanti di tessuti, anche se sosteneva che suo nonno era stato un "barone di Douvilly" e così si firmava occasionalmente.
Come progettista di macchine d'assedio fu raccomandato da Maurizio di Nassau, in seguito Principe d'Orange, attraverso i cui sforzi giunse a Londra nel 1616, con il convoglio dell'ambasciatore olandese. A Londra presto trovò un mecenate in George Villiers, I duca di Buckingham per il quale trovò dei dipinti e ne negoziò il loro acquisto, agendo, in un certo senso, come custode della collezione del Duca, per la quale dipinse miniature e sovraintendette ad una revisione intorno al 1625, nella York House sullo Strand e a New Hall, nell'Essex (entrambe ora demolite). Alla York House e alla New Hall, Gerbier si occupò di modifiche architettoniche per conto di Buckingham, negli anni 1624-1625. Una visita di Inigo Jones  alla York House, mentre era in corso la pavimentazione della grande chambre rivelò l'intensa competitività di Gerbier nei confronti del Surveyor of the King's Works (sorvegliante dei lavori del re), la cui apparente gelosia di ciò che vedeva a York House diede a Gerbier una delizia insignificante.

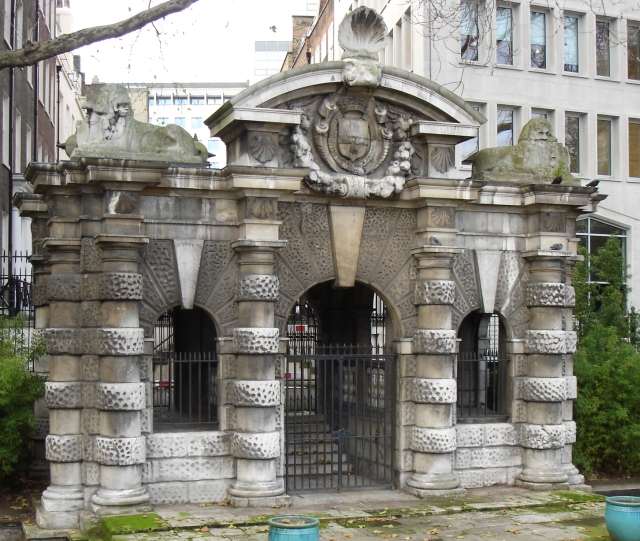
La York House allo Strand, nello stile italiano, ancora presente negli Embankment Gardens

Con Buckingham e il Principe Carlo (il futuro Carlo I), Gerbier fu un componente della sfortunata missione diplomatica che si recò a Madrid in occasione della proposta di matrimonio tra il Principe Carlo e Maria Anna d'Asburgo , Infanta di Spagna. A Madrid Gerbier dipinse un ritratto dell'Infanta che fu inviato a Londra per l'approvazione di Giacomo I. In una simile missione a Parigi, nel 1625, incontrò il suo connazionale, diplomatico e cortigiano Peter Paul Rubens, con cui sviluppò una stretta amicizia. Quando Rubens andò a Londra, nel 1629, venne ospitato da Gerbier. Il ritratto di Rubens della famiglia Gerbier è nella Royal Collection, a Windsor. Quando Rubens morì, nel 1640, Gerbier era ad Anversa ed inviò un inventario della sua collezione a Carlo. Il re ereditò Gerbier dopo l'assassinio di Buckingham (1628) e lo assunse come agente residente a Bruxelles, un posto difficile (1631-1641) Mentre si trovava a Bruxelles come agente inglese, Gerbier cospirò con i nobili fiamminghi per rovesciare i loro governatori spagnoli e poi vendette il segreto della cospirazione al re di Spagna. Il re Carlo non lo scoprì mai e Gerbier venne nominato cavaliere nel 1638 e Maestro delle cerimonie con il compito di sovraintendere agli "spettacoli e divertimenti" reali, ma fu deluso dal non ricevere il posto di Inigo Jones come Surveyor of the King's Works.
Il suo incarico a corte lo mise in contatto con il Lord Treasurer, Richard Weston, I conte di Portland, al quale consigliò la costruzione di una casa e un giardino a Putney Park, Roehampton, Surrey, che fu demolito nel XVIII secolo (Colvin). Per lo stesso mecenate si occupò della supervisione della statua equestre di Carlo I, ora a Charing Cross.

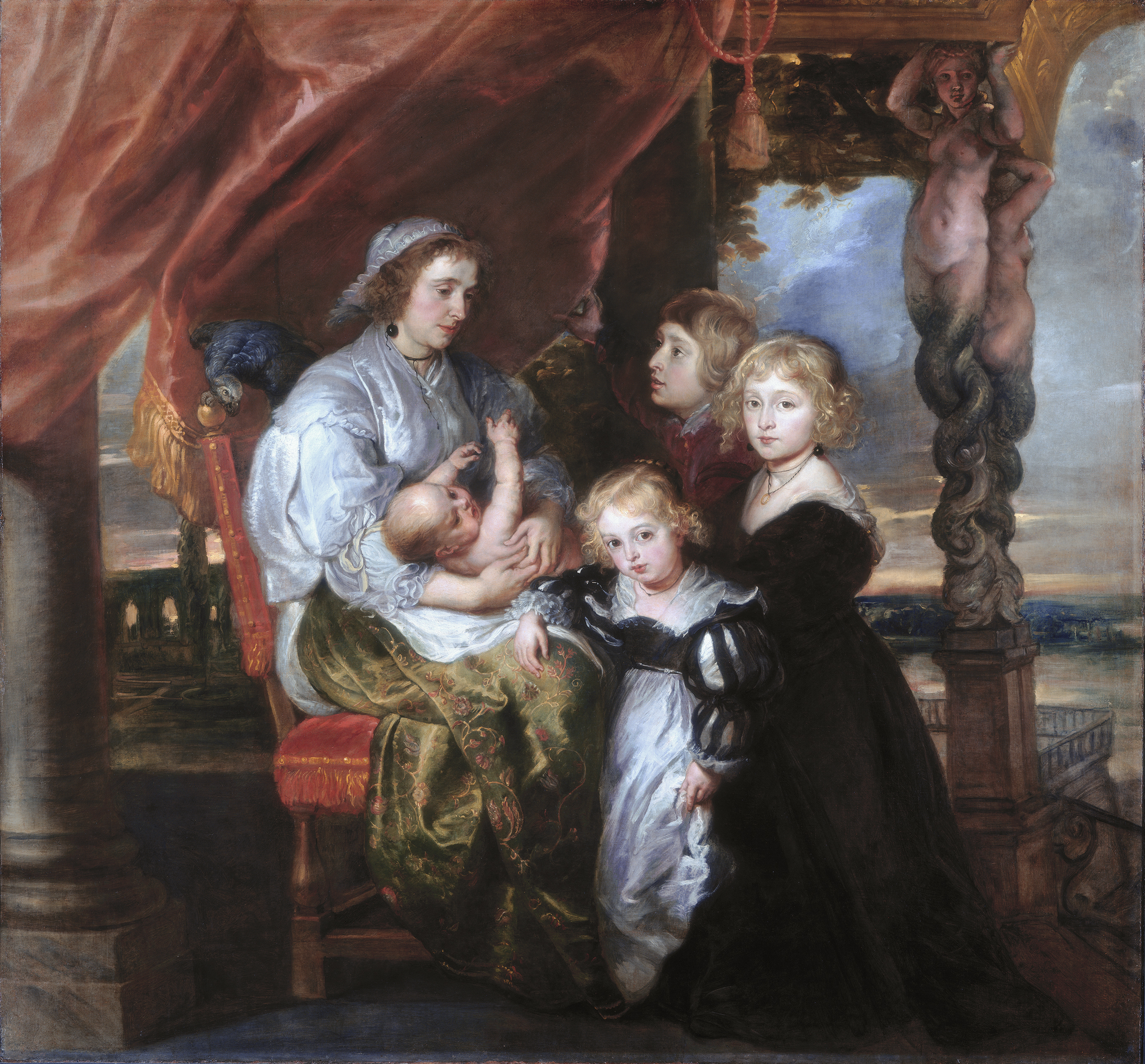
Deborah Kip, moglie di Balthasar Gerbier, e i loro figli (Peter Paul Rubens, 1629-1630)

Una faida politica portò presto alla sostituzione di Gerbier nel 1641, seguita da un paio di decenni, durante la guerra civile e il Commonwealth durante i quali improvvisò una vita, avviando una banca in Francia, facendo una caccia all'oro in Guiana, conservando un'Accademia di pittura a Bethnal Green, e alleandosi con Cromwell e il suo governo repubblicano, facendo una professione di lealtà verso i Parlamentari nel 1642-43 e una dedica pubblica a Lord Fairfax di una conferenza sull'architettura militare (1650),, che con Restaurazione, la sua richiesta di reintegrazione come Maestro delle Cerimonie fu respinta, e dovette ritirarsi nell'anonimato quando i disegni per gli archi trionfali temporanei per l'incoronazione di Carlo II vennero incisi. Colvin nota che la Relation of His Majestie's entertainment passing through the City of London to his coronation with a description of the triumphal arches di J. Ogilvie  (1661, 2a ed edi 1662) attribuiva i disegni degli archi a Peter Mills "e a un'altra persona, che desidera nascondere il suo nome", che Colvin suppone potesse essere stato il disgraziato Gerbier, che si riferiva a loro nel suo "Breve discorso" (1662). Colvin nota la somiglianza con i disegni di Rubens per Entrata reale del cardinale Infante Ferdinando ad Anversa nel 1635 (pubblicato nel 1642), con i quali Gerbier avrebbe avuto familiarità.
Nel 1653 pubblicò un resoconto degli effetti malevoli sui sovrani dei favoriti malvagi e perniciosi.
Negli anni 1660, le necessità economiche indussero Gerbier a pubblicare alcuni saggi sull'architettura: A brief Discourse concerning the Three Chief Principals of Magnificent Building (1662) e Counsel and Advise to all Builders (1663). Fu incaricato di ricostruire Hamstead Marshall, nel Berkshire, per William Craven, I conte di Craven (1608-1697), ma morì con la struttura ancora in lavorazione: il piano nobile non era stato ancora iniziato. Fu completato dal capitano William Winde, ma subì un disastroso incendio nel 1718 (Colvin).

## Saggi
- Gerbier, Balthazar, Les effects pernicieux de meschants favoris et grands ministres d'Estat Es provinces Belgiques, en Lorraine, Germanie, France, Italie, Espagne, & Angleterre., The Hague, 1653.
- Gerbier, Balthazar Sir, The first lecture being an introduction to the military architecture, or fortifications, Printed at London, For Robert Ibbitson ..., 1650.
- Gerbier, Balthazar Sir, The art of wellspeaking, The art of well speaking, London, Printed for Robert Ibbitson, 1650.